# رانگاناتان مدهوان
رانگاناتان مَدهَوان (انگلیسی: R. Madhavan؛ زادهٔ ۱ ژوئن ۱۹۷۰) هنرپیشه، مجری تلویزیون و تهیه‌کننده اهل کشور هند است. وی از سال ۱۹۹۴ میلادی تاکنون مشغول فعالیت بوده‌است.
از فیلم‌هایی که وی در آن نقش داشته است می‌توان به سه احمق اشاره کرد.

## فیلم‌شناسی
فهرست برخی از فیلم‌هایی که رانگاناتان مدهوان در آنها به ایفای نقش پرداخته است:
- سه احمق
- گورو
- می‌خواهم در قلب شما باشم
- امواج جریان دارند
- عینک آفتابی
- عشق خوبه
- بوسه بر روی گونه
- سه نقطه
- دور نهایی
- دروغ‌های واقعی
- زیرو
- بمبئی زندگی من
- رامجی مردی از لندن
- ازدواج تانو و مانو
- ازدواج تانو و مانو: بازگشت
- همه خوب هستند
- ویکرام ودها
- وجد، فقط تماشا
- سکوت
- ام شنتی
- قلب و عاشقانه
- زنگ‌های عروسی
- موشک سازی: اثر نامبی
- زوج شکن
- به آرامی، به آرامی
- رعد و برق
- پریاساکهی
- شیطان
- دشمن